# Саборна црква Светог Саркиса у Јеревану
Саборна црква Светог Саркиса (јерм. Սուրբ Սարգիս Մայր Եկեղեցի; Surp Sarkis Mayr Yekeghetsi) саборна је црква Јерменске апостолске цркве у Јеревану, главном граду Јерменије. Представља седиште Араратске епархије Јерменске апостолске цркве. Изграђена је 1842. године на левој обали реке Храздан у јереванском округу Кентрон.

## Историја
Стојећи над горњим делом села Џорагјуг, окренут према старој Ереванској тврђави, на левој обали реке Храздан, испоснички манастир функционисао је још од најранијег хришћанског доба. Овај пространи комплекс, окружен високим, утврђеним зидовима, био је сачињен од цркве Светог Саркиса, цркве Светог Геворка и цркве Светог Акопа, партијаршијске зграде, школе, воћњака и других зграда. Црква Светог Саркиса била је службено седиште патријарха, док је манастир био патријаршијско свратиште за госте. Црква Светог Саркиса је, заједно са испосничким манастиром, срушена током разарајућег земљотреса који је погодио Јереван и околину 1679. године, али је поново изграђена на истом месту током владавине католикоса Едесација Набета (1691—1705). Међутим, црква Светог Саркиса која се може видети данас изграђена је у периоду 1835—1842. године.
Током владавине Вазгена I, католикоса свих Јермена, црква је подвргнута елементарној рестаурацији и извршена су извесна побољшања. На основу плана архитекте Рафаела Израелјана из 1972. године, започети су радови на реконструкцији цркве Светог Саркиса, а карактер старе цркве био је у основи сачуван. Фасада је промењена и црква је прекривена наранџастом седром из Анија и угравиране су троугаоне нише. Након Израелјанове смрти, грађевинске радове је преузео и наставио коаутор пројекта, архитекта Ардзрун Галикијан.
У периоду 1971—1976. године значајно је побољшан и реновиран ентеријер цркве. На источном делу цркве је додата галерија за црквени хор. Као резултат овог додавања, било је неопходно уклонити стару куполу и стари тамбур и заменити их знатно вишом куполом са полихедралном лепезастом спиралом. Конструкција звоника испред цркве Светог Саркиса завршена је 2000. године.
Процес обнове саборне цркве Светог Саркиса реализован је захваљујући донацији јерменског добротвора Саркиса Куркиџана и његових синова, који живе у Лондону. Године 2009. на крову катедрале је монтиран двокилованти фотонапонски систем.

## Галерија
- Округ Џорагјуг током 19. века
- Звоник цркве
- Улаз у цркву
- Поглед на звоник

- Саборна црква Светог Саркиса
- Поглед на цркву изблиза
- Детаљ на цркви
- Наптис на зиду цркве

- Саборна црква Светог Саркиса
- Украси на зиду цркве
- Украси на зиду цркве
- Дом Араратске епископије
- Дом Араратске епископије
- Хачкар испред цркве
- Унутрашњост цркве
- Унутрашњост цркве
- Унутрашњост цркве током црквене службе